# Боголюбов, Василий Александрович
Василий Александрович Боголюбов (10 августа 1918, Москва — 15 февраля 2003, Королёв, Московская область) — советский футболист (полузащитник) и тренер по футболу и хоккею с мячом.

## Биография
В 1920 переехал с родителями, петроградским рабочим Александром Васильевичем и Прасковьей Петровной, в подмосковные Подлипки (ныне Королёв), где отец работал на заводе, на улицу Пионерскую. В Подлипках Василий был одним из первых учеников школы № 1, открытой в 1932 году на Октябрьской улице. На всю жизнь сохранил Василий Александрович как самое яркое впечатление воспоминания об строительстве и открытии в 1935 году (по другим сведениям в 1933) в Подлипках детской железной дороги:

Мне казалось, что мы живём в лесу, в котором островками разбросаны дома с огородами и сараями (в них рабочие держали коз, кроликов, кур и свиней). В лесу мы собирали грибы и ягоды… Самое яркое детское впечатление — детская железная дорога, в создании которой мы все участвовали. Это было в 1930-х годах. Идею подал директор детской технической станции Михаил Михайлович Протопопов. Он же разработал проект и руководил строительством. Дорога протяженностью 250 метров начиналась около Пионерского клуба за первой школой и тянулась до клуба ЗИК. По ней ходил всего один вагончик. Главным прорабом назначили Васю Миронова из нашего класса, а машинистом поставили моего друга Ваню Федосеева. Старый мотор, рельсы, шестерни дали на заводе. Вагон сделали сами из бруса и досок, покрасили масляной краской. Строили дорогу около года… В 1935 году её открыли. И тут же появились статьи о ней в «Правде», «Известиях», «Комсомольской правде». Желающими прокатиться были все мальчишки и девчонки поселка…

После школы закончил ФЗУ работать на орудийный завод №8. В свободное время занимался футболом и планеризмом в планерной школе Мытищинского Осоавиахима, которую закончил 1935. В 1937 поступил в Высшую школу тренеров при ГЦОЛИФК, закончил в 1939 с красным дипломом по специальности футбол и хоккей, и дополнительной специальности баскетбол. Параллельно играл за команду ГЦОЛИФК в футбол в любительских соревнованиях.
В сезоне 1940 приглашён тренером Бухтеевым в ЦДКА на позицию полузащитника, за клуб провёл 4 матча. Во время Великой Отечественной войны направлен в 51-ю зенитно-артиллерийскую дивизию, оборонявшую Москву. При одном из авианалётов был ранен в ногу, в результате чего закончил карьеру спортсмена.
После войны тренировал юных спортсменов в Подлипках, воспитал 13 мастеров спорта и 4 чемпионов СССР. В 1958 впервые стал тренером взрослой команды, был приглашён руководством Дулёвского фарфорового завода руководить командой «Труд» (Ликино-Дулёво), выступающей в подмосковной группе чемпионата РСФСР по футболу среди любителей. Боголюбов сделал ставку на местных футболистов, но улучшения турнирной ситуации для команды не случилось, и Боголюбов покинул команду, а клуб перешёл на областные соревнования.
В сезоне 1959 руководил футбольной командой калининградского «Труда» (ныне королёвский «Вымпел»), участвовавшей в чемпионате РСФСР по футболу среди команд КФК. Параллельно руководил командой калининградского «Труда» по хоккею с мячом в сезонах 1958/1959 и 1959/1960. По предложению Боголюбова в подмосковный клуб перешёл известный в будущем вратарь команды, футболист, игрок в хоккей с мячом и хоккей на траве Виктор Громаков. В эти сезоны команда выступала в высшей советской лиге и заняла 4-е и 7-е место соответственно. Несмотря на новатрские методики в работе Боголюбова, понижение в турнирной таблице на второй сезон было воспринято неудачей, и Боголюбов получил отставку:

Юрий Киселев, обладатель Кубка СССР 1954 года по хоккею с мячом: «Мне довелось выступать за команду из Калининграда пять сезонов. В двух первых — вместе с Валерием Масловым. Если в сезоне 1960 года игра команды была не очень убедительной, то в следующем дела пошли куда лучше. Эта ситуация, однако, требует пояснения. В первом из названных сезонов „Труд“ тренировал Василий Александрович Боголюбов — человек образованный, культурный. Он хорошо разбирался в хоккее, стремился научить ребят творческому подходу к игре. Боголюбов пытался экспериментировать, ввел в практику замены звеньями, когда на поле одновременно появлялись два новых хоккеиста. Но турне по Сибири мы провели слабо, заняли в итоге лишь седьмое место, что после предыдущего четвертого, завоеванного, кстати, под началом того же Боголюбова, выглядело, конечно, неудачей. Многие, особенно местные хоккеисты, стали роптать, подключилось и заводское руководство. Итог в таких случаях известен…
В сезоне 1961 года команду возглавил Виктор Ильич Карелин, с которым мне прежде уже доводилось работать в московском „Буревестнике“ и „Металлурге“ из Первоуральска. Он уступал, несомненно, Боголюбову в тонкости тактических решений, на предыгровых установках ограничивался лишь указаниями общего порядка, а на тренировках никогда, помнится, не становился на коньки. В отработке „стандартов“, к примеру, больше не он, а опытные игроки определяли, кто за что отвечает. Сильным качеством Карелина было, пожалуй, умение найти контакт с хоккеистами, настроить их на борьбу».

## Статистика

### Тренерская карьера
| Клуб                | Начало работы | Окончание работы | Результаты | Результаты | Результаты | Результаты | Результаты |
| Клуб                | Начало работы | Окончание работы | И          | В          | Н          | П          | В %        |
| ------------------- | ------------- | ---------------- | ---------- | ---------- | ---------- | ---------- | ---------- |
| ФК Труд Калининград | 1 января 1959 | 31 декабря 1959  | 14         | 10         | 1          | 3          | 71,42      |
| Всего               | Всего         | Всего            | 14         | 10         | 1          | 3          | 71,42      |

## Награды
- Орден Отечественной войны II степени (06.04.1985)[11][12]
- Медаль «За оборону Москвы»[13][14]